# Stefano Secco
Stefano Secco er (født 15. december 1973 i Milano, Italien) er en italiensk skuespiller og tenor.
Han begyndte sine studier under ledelse af professor Alberto Soresina og dimitterede i slagtøj med Tullio De Piscopo. Han deltog også i særlige kurser under Leyla Gencer og Renata Scotto.[kilde mangler]
I januar 2016 sang han ved Venedigs nytårskoncert på Teatro La Fenice sammen med Nadine Sierra.

## Diskografi

### Opera
- Simon Boccanegra de Verdi, Nationaloperaen i Paris (2006), Grand théâtre du Liceu (2008)
- Don Carlos, Nationaloperaen i Paris (2008)
- Rigoletto, Hertugen, Nationaloperaen i Paris (2008)
- Hoffmanns eventyr, Hoffmann, Nationaloperaen i Paris (2012)
- Carmen, Don José, Teatro La Fenice, Venedig (2013)
- Requiem (Verdi), Budapest (2013)

## Filmografi
- Tosca, Mario Cavaradossi (2009)
- Macbeth, Macduff (2009)
- Romeo og Julie, Romeo (2011)
- Hoffmanns eventyr, Hoffmann (2012)